# Willis Jackson, Baron Jackson of Burnley
Willis Jackson, Baron Jackson of Burnley FRS (* 29. Oktober 1904 in Burnley; † 17. Februar 1970) war ein britischer Elektroingenieur.

## Ausbildung
Willis Jackson war der einzige Sohn von Herbert Jackson und dessen Frau Annie, geborene Hiley. Bis 1925 studierte er Elektrotechnik an der Victoria University of Manchester. Er erlangte einen Bachelor of Science mit ausgezeichnetem Abschluss und nachdem er drei Stipendien bekommen hatte. 1926 absolvierte er den Master of Science.

## Berufliche Laufbahn
Nach seiner Ausbildung wurde Willis Jackson bis 1929 zunächst Dozent für Elektrotechnik am Bradford Technical College (heute University of Bradford). Im Jahr darauf arbeitete er als Auszubildender für das Elektro-Unternehmen Metropolitan-Vickers. Ab 1930 lehrte er am Institute of Science and Technology der Universität von Manchester und ab 1933 am Queen’s College in Oxford. 1936 graduierte er als Doctor of Philosophy an der University of Oxford und als Doctor of Science in Manchester. Anschließend war er zwei Jahre lang für Vickers als Forschungsingenieur tätig, bis er eine Professur in Manchester bekam. 1946 wechselte er als Professor für Elektrotechnik an das Imperial College London, wurde 1953 in die Royal Society gewählt und wurde erneut bis 1961 bei Vickers tätig, als Direktor der Abteilung für Forschung und Ausbildung.
Jackson hatte im Laufe seines Lebens viele Ämter in Komitees und Verbänden inne. So war er von 1958 bis 1960 Präsident der Institution of Electrical Engineers und anschließend Präsident der Association of Supervising Electrical Engineers. Bis 1962 war er vier Jahre Vorsitzender des Aufsichtsrats des Royal Technical Institute, Salford (heute University of Salford). 1961 ging er zum Imperial College zurück, wo er bis zu seinem Tod im Jahr 1970 das Department of Electrical Engineering leitete. In den letzten drei Jahren war er Prorektor des College. 1962 wurde er Mitglied des Southern Eastern Electricity Board. 1940 wurde Jackson für vier Jahre in das Radio Research Board des Departments of Scientific and Industrial Research, dem er bis 1950 angehörte. Er war ab 1945 Mitglied einer Beratungskommission des britischen Erziehungsministerium und ab 1947 des Energieministeriums. Im Jahr darauf wurde er zudem Mitglied des technischen Beirates der BBC, und 1951 gehörte er dem Auswahlkomitee für die Commonwealth Fund Fellowships an.
In seinen letzten Lebensjahren unterstützte Willis Jackson den Aufbau des Indian Institute of Technology.

## Ehrungen
1958 wurde Willis Jackson zum Knight Bachelor geschlagen. 1967 wurde er zum Life Peer mit dem Titel Baron Jackson of Burnley, in the County Palatine of Lancaster ernannt.
Zudem wurden Jacksons Leistungen mit zahlreichen Ehrendoktortiteln gewürdigt, so mit dem Doctor of Science von der ETH Zürich, der University of Bristol und der City University London. Von der Universität Sheffield bekam er den Ehrendoktortitel in Ingenieurwissenschaften und von der University of Aberdeen und der University of Leeds in Jura.

## Persönliches
Willis Jackson war ab 1938 verheiratet; seine Frau und er hatten zwei Töchter.

## Schriften
- High Frequency Transmission Lines, etc (1945)
- Advanced Courses in Electrical Engineering (1950)
- The Insulation of Electrical Equipment (1954)
- Partnership Between Science and Electrical Engineering (1962)
- Scientific, Technological and Technical Manpower (1963)
- A Review of the Scope and Problems of Scientific and Technological Manpower Policy (1965)
- Macdonald Trends and Developments in Engineering Series General (1965)
- Technology and the Developing Countries (1966)
- Manpower for Engineering and Technology (1970)